# Tunic
Tunic è un videogioco di azione e avventura del 2022 sviluppato da Isometricorp Games e pubblicato da Finji. È ambientato in un mondo fantasy in rovina, dove il giocatore controlla una volpe antropomorfa in viaggio per liberare lo spirito di una volpe. Il giocatore scopre il gameplay e l'ambientazione esplorando e trovando le pagine di gioco di un manuale che offre indizi, disegni e note. Il retroscena è oscuro; la maggior parte del testo è fornita in un sistema di lingua pianificata che non è previsto che il giocatore decifri.
Tunic è stato pubblicato per macOS, Windows, Xbox One e Xbox Series X/S il 16 marzo 2022, seguito dal porting per Nintendo Switch, PlayStation 4 e PlayStation 5 il 27 settembre seguente.

## Trama
La trama di Tunic viene rivelata attraverso il gameplay, il retroscena e il contesto emergono solo quando il personaggio principale raccoglie le pagine del manuale. Questo manuale è scritto pensando al giocatore come se fosse il lettore.
Una volpe si risveglia su una spiaggia e inizia a viaggiare nel mondo di gioco, pieno di rovine, misteri e nemici. Dopo aver raccolto un'arma e uno scudo e aver suonato due campane magiche, la volpe entra in un tempio e successivamente in un piano spirituale noto come Sponda Lontana. Lì dentro, intrappolata in una prigione di cristallo, appare lo spirito di una volpe più grande, chiamata l'Erede. La volpe parte per raccogliere le tre chiavi di cristallo della prigione per liberarla, che possono essere trovate nei sotterranei in tutto il territorio.

## Modalità di gioco
All'inizio del gioco, al giocatore non vengono fornite indicazioni o istruzioni e la maggior parte del testo è in un sistema di scrittura pianificato, con solo alcune parole presentate nella lingua selezionata dal giocatore, come l'inglese. Il terreno tridimensionale viene generalmente visualizzato da una vista isometrica fissa, sebbene la prospettiva cambi in determinati punti.
Il personaggio si muove per il mondo correndo o schivando rotolando. Il giocatore può esplorare liberamente il mondo e non esiste un percorso obbligatorio da seguire. Sebbene molte aree richiedano azioni o oggetti specifici per entrare normalmente, il che crea un ordine generale nel gioco, spesso esistono modi alternativi per ottenere l'ingresso. La vista isometrica oscura numerosi percorsi e segreti nascosti.
L'interfaccia mostra le barre della salute, resistenza e magia della volpe. Azioni come il rotolamento consumano resistenza, che si ripristina dopo pochi secondi. Sparsi in tutto il mondo ci sono forzieri che contengono oggetti da collezione, armi o monete. Gli oggetti possono anche essere acquistati con monete da mercanti spettrali in alcuni percorsi nascosti. Alcuni oggetti, come le pozioni, ripristinano le qualità della volpe. Tunic non ha livelli di difficoltà, ma i giocatori possono attivare resistenza o salute illimitate nelle impostazioni di accessibilità.
Nel gioco è possibile trovare diversi tipi di armi, tra cui una spada, esplosivi e strumenti magici. Lo scudo può essere utilizzato per bloccare gli attacchi a scapito della resistenza. Le armi magiche possono sparare proiettili, rallentare il tempo o afferrare i nemici con una sferza. Le bombe possono essere utilizzate per provocare esplosioni o incendi, che possono bruciare i nemici. I nemici sconfitti rilasciano monete. Il giocatore può prendere di mira nemici specifici per dirigere automaticamente i propri attacchi. Se la volpe muore, lascerà cadere alcune delle sue monete e dietro di sé apparirà uno spirito che può essere recuperato nella partita successiva per restituirle. La fine di alcune aree contiene un boss unico, che deve essere sconfitto per progredire.
In tutto il mondo ci sono santuari con una grande statua raffigurante una volpe; inginocchiarsi davanti a questa ripristina la salute, ma fa rivivere anche i nemici sconfitti. Alcune aree includono anche un meccanismo di teletrasporto sotto forma di piattaforma dorata, che consente alla volpe di accedere a un regno chiamato Riva lontana da dove può uscire attraverso un'altra piattaforma nel mondo.
In tutto il mondo sono presenti le pagine di un manuale di gioco. Quando il giocatore trova delle pagine, esse vengono aggiunte al manuale nell'interfaccia, a cui il giocatore può fare riferimento in qualsiasi momento. Come il testo del gioco, la maggior parte del manuale è in un sistema di scrittura pianificato e il giocatore non trova le pagine in ordine. I disegni, le mappe, i diagrammi e le note scritte a mano nelle pagine del manuale forniscono indizi al giocatore su come funziona il gioco e dove andare successivamente.

## Sviluppo

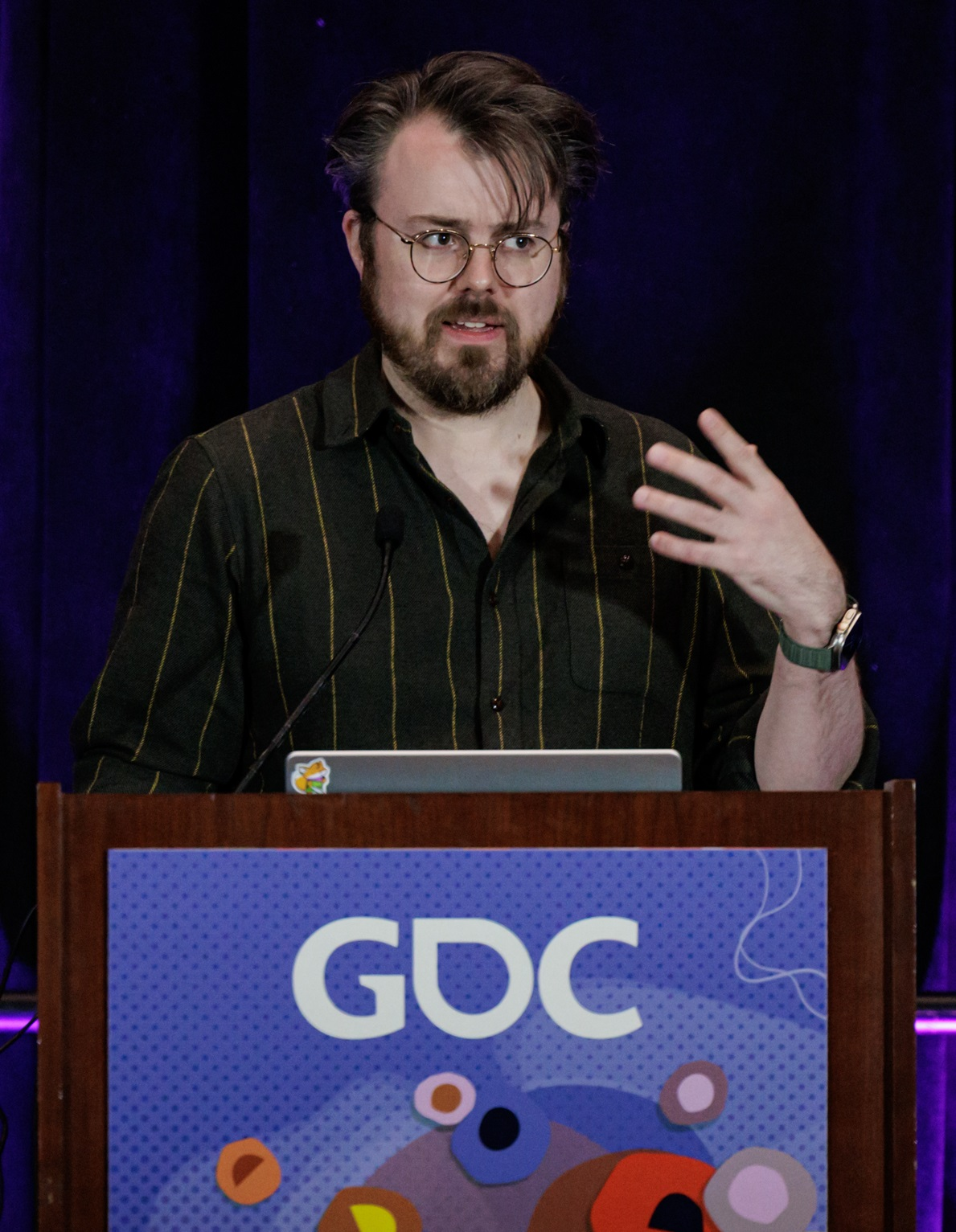
Shouldice alla Game Developers Conference 2023

Andrew Shouldice ha iniziato a lavorare su Tunic nel febbraio 2015, utilizzando il titolo provvisorio Secret Legend. Shouldice, che in precedenza aveva realizzato piccoli giochi per le competizioni di Ludum Dare ma mai un lavoro solista più grande, ha lasciato il suo lavoro alla Silverback Productions per realizzare il gioco senza conoscere la sua direzione creativa. Ha pubblicato degli screenshot del suo lavoro su Twitter e Vine, attirando immediatamente l'attenzione. In poche settimane, Shouldice ha sviluppato: il gameplay, il personaggio e la grafica del gioco. Shouldice inizialmente avrebbe voluto avere un protagonista umano personalizzabile dal giocatore, ma non è stato in grado di progettare un modello di personaggio di cui fosse soddisfatto; è invece passato a una volpe antropomorfa. Alla Game Developers Conference di marzo 2015, ha incontrato il compositore Terence Lee (Lifeformed) e il designer audio Kevin Regamey di Power Up Audio, che presto è diventato il compositore e designer audio.
Shouldice voleva combinare un gameplay avvincente con un design visivo e audio "delicato e piacevole". Il design colorato è stato ispirato dai giochi per Nintendo Entertainment System come The Legend of Zelda (1986). Voleva che i giocatori provassero "vera scoperta e mistero", sia nel trovare parti che non capivano ancora, sia nell'imparare cose che ricontestualizzassero le parti precedenti. L'obiettivo di progettazione era quello di aggiungere "contenuti per nessuno", ovvero dettagli e segreti che non avevano bisogno di essere trovati da tutti o da alcuni giocatori per essere degni di essere inclusi. Anche il punto di vista isometrico e lo stile di Monument Valley (2014) hanno influenzato le immagini di Tunic.

### Annuncio e pubblicazione
Più avanti nello sviluppo, Shouldice è stato raggiunto da Felix Kramer, che è diventato il produttore, portandolo a entrare in contatto con l'editore Finji nel 2017. Il gioco è stato annunciato come Tunic all'E3 2017 PC Gaming Show nel giugno 2017, per essere pubblicato da Finji con un anno di uscita previsto nel 2018 Finji presentò nuovamente il gioco allo showcase Xbox dell'E3 2018 nel giugno dell'anno successivo, questa volta senza una data di uscita. Nel 2020, il design Tunic era in gran parte completo e il team di sviluppo si espanse: Eric Billingsley, che stava lavorando al suo gioco parzialmente ispirato a Tunic, si unì come sviluppatore e level designer; Terence Lee, che per cinque anni aveva composto musica a intermittenza per il progetto, è stato raggiunto da sua moglie Janice Kwan. Lasciando che la personalità della volpe rimanesse indefinita, la coppia di compositori si è sforzata di creare una colonna sonora "atmosferica" che fosse più legata all'ambientazione rispetto alla volpe. L'artista ma-ko ha creato l'artwork nel manuale del gioco.
La data di uscita è stata annunciata ai The Game Awards nel dicembre 2021. Un album digitale di musica dal gioco, Tunic Original Soundtrack, è stato pubblicato dai compositori il 16 marzo insieme al gioco. Un secondo album digitale contenente i "concetti pianistici iniziali" di alcuni brani, Tunic (Piano Sketches), è stato pubblicato il 22 settembre 2023.

## Accoglienza
Tunic ha ricevuto "recensioni generalmente favorevoli", secondo l'aggregatore di recensioni Metacritic . È stato classificato come uno dei 30 migliori giochi del 2022 in base al punteggio aggregato per Windows, Xbox Series X/S e PlayStation 5 e l'ottavo gioco Switch con il punteggio più alto. Tunic è stato incluso in diversi elenchi di giochi dell'anno per il 2022, incluso il gioco complessivo dell'anno di VG247 e il gioco indipendente dell'anno di Shacknews . I critici hanno molto elogiato il gameplay, anche se alcuni aspetti hanno avuto un'accoglienza mista. Diversi revisori hanno descritto il combattimento come impegnativo ma soddisfacente. Game Informer, insieme a Richard Wakeling di GameSpot e al revisore di Jeuxvideo, ha applaudito le opzioni di accessibilità per rendere il combattimento più semplice consentendo ai giocatori di continuare a esplorare senza essere limitati dal combattimento. I revisori in generale hanno descritto il gioco come un mix tra il gameplay di Zelda e Soulslike o come un tributo a quei giochi, sebbene Zoey Handley di Destructoid e Christian Donlan di Eurogamer siano andati oltre descrivendolo come basato su un comprensione di quale design di gioco funzionasse per quei giochi piuttosto che semplicemente per una copia.

### Premi
Tunic ha vinto il premio Outstanding Achievement for an Independent Game alla 26ª edizione dei DICE Awards e i premi Artistic Achievement e Debut Game alla 19ª edizione dei British Academy Games Awards . È stato nominato per categorie in altri premi come The Game Awards 2022, i Golden Joystick Awards e l'Independent Games Festival. 